# Norman Chihota
Norman Chihota (* 25. August 1947 in Dodoma) ist ein ehemaliger tansanischer Sprinter.
Bei den British Empire and Commonwealth Games 1966 schied er über 100 und  Yards im Vorlauf aus, ebenso bei den Olympischen Spielen 1968 in Mexiko-Stadt über 100 und 200 Meter.
1970 erreichte er bei den British Commonwealth Games in Edinburgh über 100 Meter das Halbfinale und über 200 Meter das Viertelfinale.
Bei den Olympischen Spielen 1972 in München kam er über 100 Meter und in der 4-mal-100-Meter-Staffel nicht über die erste Runde hinaus.
1974 schied er bei den British Commonwealth Games in Christchurch über 100 Meter im Halbfinale und in der 4-mal-100-Meter-Staffel im Vorlauf aus.

## Persönliche Bestzeiten
- 100 m: 10,56 s, 13. Oktober 1968, Mexiko-Stadt (handgestoppt: 10,1 s, 24. Mai 1970, Arusha)
- 200 m: 21,28 s, 15. Oktober 1968, Mexiko-Stadt